# William Magnus Ekelund
William Magnus Ekelund, född 7 september 1808 i Hedvigs församling, Östergötlands län, död 2 augusti 1889 i Norrköpings Hedvigs församling, Östergötlands län, var en svensk brukspatron, grosshandlare, riksdagsledamot och politiker.

## Biografi
William Magnus Ekelund föddes 1808 i Norrköping. Han var son till brukspatronen Magnus Lorentz Ekelund och Aurora Beata Pamp. År 1825 blev Ekelund student vid Uppsala universitet och 1834 blev han grosshandlare i Norrköping. Ekelund blev senare brukspatron. Han avled 1889 i Norrköping.
Ekelund var riksdagsledamot för borgarståndet i Norrköping vid riksdagen 1850–1851, riksdagen 1853–1854, riksdagen 1856–1858, riksdagen 1859–1860, riksdagen 1862–1863 och riksdagen 1865–1866. Han var ledamot i konstitutionsutskottet 1853–1863.[källa behövs]